# A Whole New World
"A Whole New World" (“Um Mundo Ideal") é uma música do filme de 1992 Aladdin da Disney, composta por Alan Menken e escrita por Tim Rice. Ela é uma balada entre os personagens principais, Aladdin e Jasmine, sobre o novo mundo que irão descobrir juntos ao montar no tapete mágico de Alladin. A versão original é cantada por Brad Kane e Lea Salonga no filme. Eles cantaram a música dos seus personagens no Oscar de 1993, onde ganharam o Oscar de Melhor Canção Original. Em 2014, Adam Jacobs e Courtney Reed apresentaram a música como Aladdin e Jasmine na adaptação do filme na Broadway.
O single da canção foi lançada no mesmo ano e é cantado por Peabo Bryson e Regina Belle. A música é tocada nos créditos do filme e é referida na trilha sonora como "Aladdin's Theme". Ela alcançou a 1ª posição na parada Billboard Hot 100 em 6 de março de 1993, lugar anteriormente ocupado pela canção "I Will Always Love You" de Whitney Houston. A música foi a primeira canção de uma animação da Disney a ficar no topo do Billboard Hot 100.
No Brasil, recebeu o título de "Um Mundo Ideal", sendo interpretada por Joseph Carasso Jr e Kika Tristão respectivamente como Aladdin e Jasmine. Uma versão pop referida como "Tema de Aladdin", interpretada por Marcelo Coutinho e Anna Paula Tribucy, é executada durante os créditos do filme e sendo lançada como single nas rádios brasileiras. A cantora Eliana regravou a canção com Alexandre Pires para o seu álbum Eliana, de 2001.

## Paradas musicais

### Desempenho
| Parada (2013–14)                                            | Melhor posição |
| ----------------------------------------------------------- | -------------- |
| Austrália (ARIA)                                            | 10             |
| Bélgica (Ultratop 50 de Flandres)                           | 14             |
| Canadá (RPM Top Singles)                                    | 6              |
| Canadá (RPM Adult Contemporary)                             | 1              |
| O campo songid é OBRIGATÓRIO PARA PARADA ALEMÃ              | 70             |
| Países Baixos (Dutch Top 40)                                | 14             |
| Irlanda (IRMA)                                              | 11             |
| Nova Zelândia (Recorded Music NZ)                           | 8              |
| Estados Unidos (Billboard Hot 100)                          | 1              |
| Estados Unidos (Billboard Hot R&B/Hip-Hop Singles & Tracks) | 21             |
| Estados Unidos (Billboard Adult Contemporary)               | 1              |